# Doma gentile
La doma gentile (anche nota come doma dolce o doma naturale) è una forma di comunicazione naturale con il cavallo basata sul linguaggio non verbale del corpo.

## Storia
La doma gentile ha forse inizio con il trattato sull'equitazione scritto nel 350 a.C. da Senofonte. Egli raccomanda un addestramento privo di dolore, esprimendo il concetto che un cavallo felice è più efficiente di uno infelice. Per questo motivo scrive anche che è più efficace convincere un cavallo piuttosto che costringerlo. Quello di Senofonte è considerato in assoluto il primo trattato di equitazione.
Circa 2.500 anni più tardi, tra l'800 ed il '900 Federico Caprilli, capitano di cavalleria a Pinerolo, diffuse le proprie idee su come fosse più efficace adattare i movimenti del cavaliere alla naturale meccanica anatomica del cavallo piuttosto che costringere il cavallo a movimenti innaturali limitandone così l'efficacia delle prestazioni. Il suo nuovo metodo, che rappresentò una vera rivoluzione nel panorama mondiale dell'equitazione del tempo, venne chiamato dal suo ideatore "sistema naturale di equitazione".
Nel XX secolo erano già presenti (non solo negli Stati Uniti) molti addestratori che basavano le proprie tecniche di doma sul rispetto per il cavallo avendo coscienza di quest'ultimo come individuo dotato di dignità.
Il romanzo L'uomo che sussurrava ai cavalli scritto nel 1995 da Nicholas Evans ha contribuito in parte a far conoscere l'esistenza di questi metodi fino ad allora considerati alternativi. Tre anni più tardi dal romanzo è stato tratto l'omonimo film diretto ed interpretato da Robert Redford che ha ulteriormente contribuito alla diffusione di queste idee.
Fu però Monty Roberts a diffonderle su scala mondiale a seguito dell'invito della regina d'Inghilterra che, incuriosita da questo tipo di doma, gli chiese di tenere numerose dimostrazioni pubbliche in tutto il Regno Unito. In inglese è detta join-up o natural horsemanship.
Durante il tempo trascorso in Gran Bretagna, Monty conobbe l'inglese Kelly Marks che tuttora si dedica a tempo pieno all'insegnamento della doma gentile.
In Europa è molto conosciuto anche lo statunitense Pat Parelli che basa il proprio metodo sui medesimi principi etologici.

## Caratteristiche
Molti addestratori e istruttori in tutto il mondo stanno utilizzando ed insegnando questo tipo di comunicazione e di approccio al cavallo che si basa su alcuni concetti di fondo:
1. il cavallo ha un'intelligenza e un sistema sociale funzionali ed evoluzionisticamente efficaci, che comprendono anche un raffinato sistema di comunicazione attraverso il linguaggio del corpo;
2. le capacità comunicative dell'uomo devono adattarsi a quelle del cavallo e non viceversa;
3. il cavallo è una preda, non un predatore come l'uomo, ciò implica una differenza radicale nell'atteggiamento e nella percezione dell'ambiente. Lo stesso gesto per un predatore ha quindi significati diversi (a volte addirittura opposti) di quelli che ha per una preda;
4. il cavallo va convinto piuttosto che costretto, è infatti più efficace premiare la collaborazione che punire un rifiuto;
5. Il senso ultimo della doma gentile è quello di stabilire una relazione con il cavallo. Non è quindi un addestramento di causa effetto.

Quando si vuole che il cavallo compia una determinata azione (muoversi o muovere una singola parte del corpo) è necessario applicare un determinato stimolo che, contrariamente a quanto accade nella doma tradizionale, va interrotto non appena si ottiene il risultato desiderato.
Il concetto di base è che attraverso lo stimolo si vuole provocare una forma di apprendimento, cosa che non avviene se lo stimolo (qualunque esso sia) non viene interrotto con il dovuto tempismo. Questa rimozione dello stimolo è chiamata rinforzo negativo. Il termine "negativo" si riferisce quindi solo alla sottrazione dello stimolo che, se fosse aggiunto invece che tolto, si chiamerebbe rinforzo positivo.
Il concetto da comprendere è la diversità del tipo di approccio tra i due tipi di doma, quella gentile infatti non vuole imporre a priori un comportamento ma vuole stimolare lo stesso attraverso l'apprendimento, riuscendo a leggerne il linguaggio non verbale del cavallo e contestualmente utilizzare lo stesso linguaggio per stabilire una comunicazione biunivoca tra uomo e cavallo.